# 浜辺通
浜辺通（はまべどおり）は兵庫県神戸市中央区の町名。住居表示実施済区域。現行行政地名は浜辺通一丁目から浜辺通六丁目。郵便番号651-0083。

## 地理
旧葺合区域南西部、旧海岸線沿いに東西に長く広がる。事務所ビルの立ち並ぶ商業地域。東から順に一～六丁目に分かれる。東と南は小野浜町、西はフラワーロードを挟んで加納町、北西は磯辺通、北北西は八幡通、北は磯上通に接する。
四丁目と五丁目の間を南北方向に国道2号が貫き、その先で東西方向へ折れて五丁目と六丁目の南を通る。

## 歴史
明治32年（1899年）に神戸市葺合の一部から成立した。昭和6年（1931年）までは「葺合」を冠称して葺合浜辺通だった。はじめ八丁目までで、昭和49年（1974年）から六丁目までとなった。昭和6年（1931年）より葺合区、昭和55年（1980年）より中央区に所属。

### 沿革
- 明治40年（1907年）、神戸港の臨港鉄道東灘貨物駅（後の東灘信号場）～小野浜駅（後の神戸港駅）開通。
- 大正5年（1916年）、鉄道院が加納湾1万3千km2を埋め立て、臨港鉄道を延長。
- 大正7～11年（1918～1922年）の間に数回埋立地を編入。
- 大正15年（1926年）、神戸生糸検査所が神戸元町通から八丁目に移転。昭和2年（1927年）、ゴチック風所屋完成。昭和6年、国立移管。
- 昭和44年（1969年）、神戸商工貿易センタービル完成、神戸商工会議所などが入居。
- 昭和49年（1974年）、一部が小野浜町となり、磯上通一～八丁目を編入。

## 人口統計
- 大正9年（1920年）の世帯数48、人口217[1]。
- 昭和35年（1960年）の世帯数169、人口755[1]。
- 昭和63年（1988年）の世帯数84、人口144[1]。
- 平成17年国勢調査（2005年10月1日現在）における世帯数は462、人口590で内男性314人・女性276人[2]。

## 施設
五丁目
- 神戸商工貿易センタービル

六丁目
- 阪神バス神戸営業所
- 立正佼成会神戸教会
- 創価学会兵庫池田文化会館

かつて六丁目にはニューポートホテルがあった。